# Maurolicus stehmanni
Maurolicus stehmanni är en fiskart som beskrevs av Nikolai V. Parin och Kobyliansky, 1993. Maurolicus stehmanni ingår i släktet Maurolicus och familjen pärlemorfiskar. Inga underarter finns listade i Catalogue of Life.